# Carl Diem

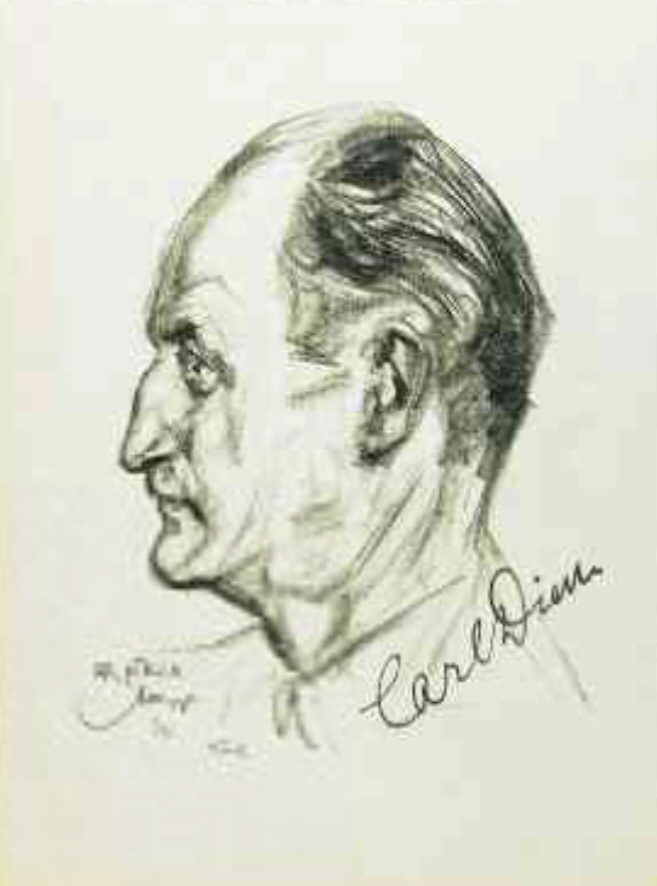
Carl Diem (porträtiert von Emil Stumpp, 1930)

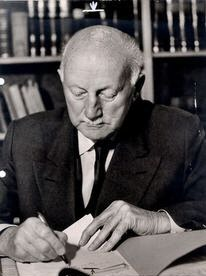
Carl Diem

Carl Diem (* 24. Juni 1882 in Würzburg; † 17. Dezember 1962 in Köln) war ein deutscher Sportfunktionär, -wissenschaftler und Publizist. Er war, anlässlich der Olympischen Sommerspiele 1936, Hauptinitiator der Durchführung von Fackelläufen vor Beginn Olympischer Spiele und gab mit anderen den Anstoß zur Gründung der ersten Sporthochschule der Welt in Berlin.

## Kindheit und Jugend
Diems Familie zog 1887 von Würzburg nach Berlin, wo Diems Vater, der mit einem Herrenkonfektionsgeschäft gescheitert war, einen Neuanfang wagen wollte. Dort lebte die Familie beengt in ärmlichen Verhältnissen. Nachdem sein Vater nach einem weiteren wirtschaftlichen Rückschlag ohne seine Familie nach Amerika ausgewandert war, verließ Diem, der ohnehin kein besonders guter Schüler war, vorzeitig das Gymnasium, um für den Unterhalt der Familie zu sorgen.
Nach verschiedenen kaufmännischen Ausbildungen und Tätigkeiten, die ihn nicht zufriedenstellten, meldete er sich 1904 als Einjährig-Freiwilliger zum Militär, wurde aber zu seiner Enttäuschung danach nicht als Berufssoldat übernommen. Nun widmete Diem sich ganz dem Sport. Seine Militärzeit blieb jedoch prägend für sein weiteres Leben; in beiden Weltkriegen meldete er sich bei erster Gelegenheit als Freiwilliger, im Zweiten Weltkrieg sogar 1944 mit über 60 Jahren noch zum Volkssturm. Auch zog er oft Parallelen zwischen sportlichem und kriegerischem Kampf und verwies auf den Nutzen des Sports für die Heranbildung künftiger Soldaten.

## Karriere als Sportfunktionär

### Kaiserreich

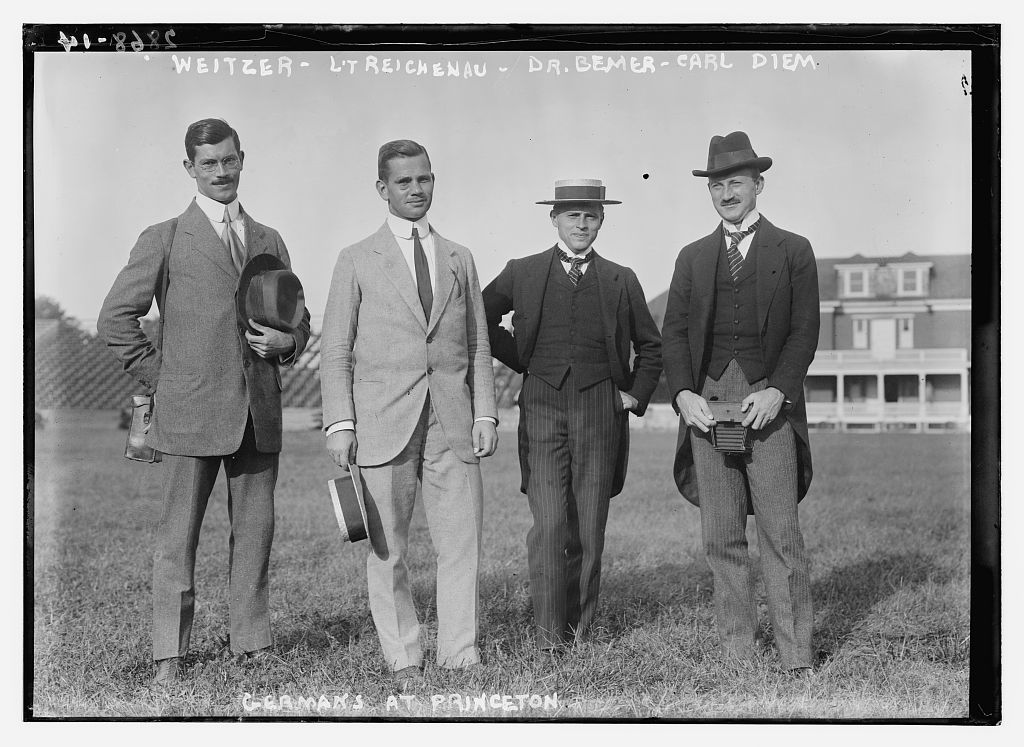
Diem (rechts) 1913, auf dem Gelände der Princeton University

1899 gründete Diem den Sportverein SC Marcomannia Berlin. Zu den Olympischen Zwischenspielen 1906 in Athen fuhr er als Mannschaftsbegleiter der deutschen Mannschaft, finanziert von mehreren Zeitungen, für die er berichtete. Die sportjournalistische Tätigkeit setzte er danach weiter fort. 1908 wurde er Vorsitzender der „Deutschen Sportbehörde für Athletik“. Ab 1911 gehörte er zur Bundesleitung des Jungdeutschland-Bundes, des Dachverbands aller Jugendorganisationen. 1913 begründete er die Verleihung des „Deutschen Sportabzeichens“, welches bis heute vergeben wird und für das er als einer der Ersten die Prüfung ablegte.
Zu den Olympischen Spielen 1912 reiste er als Kapitän der deutschen Mannschaft nach Stockholm und führte die Mannschaft ins Stadion. Während der Spiele wurde die Ausrichtung der nächsten Olympischen Spiele 1916 nach Berlin vergeben. Auf Vorschlag des Vorsitzenden Victor von Podbielski wurde Diem im November 1912 vom „Deutschen Reichsausschusses für Olympische Spiele“ (DRAfOS) zum Generalsekretär für die Olympischen Spiele gewählt. Der hauptamtliche Sportfunktionär meldete sich trotz seiner verantwortungsvollen Position bei Beginn des Ersten Weltkriegs freiwillig zum Fronteinsatz. Wegen des Krieges fanden die Spiele schließlich nicht statt. Der DRAfOS wurde 1917 in Deutscher Reichsausschuss für Leibesübungen (DRAfL) umbenannt und Diem zu seinem Generalsekretär ernannt.

### Weimarer Republik

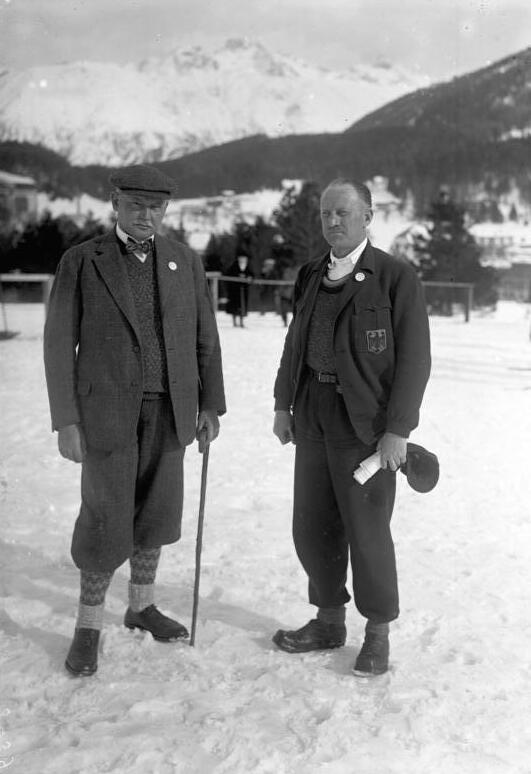
Diem (rechts) mit Theodor Lewald bei den Olympischen Winterspielen 1928 in St. Moritz

1920 fanden erstmals die von ihm initiierten „Reichsjugendwettkämpfe“ statt, die Vorläufer der heutigen Bundesjugendspiele. 1920 wirkte er neben dem orthopädischen Chirurgen Hermann Engel (1886–1971) und Theodor Lewald maßgeblich an der Gründung der Deutschen Hochschule für Leibesübungen in Berlin mit und wurde Prorektor dieser ersten Sporthochschule der Welt. Als Sportfunktionär war er bei den Olympischen Spielen 1928 und 1932 Missionschef der deutschen Olympiamannschaften. 1930 ermöglichte er Sepp Herberger mit einer Ausnahmegenehmigung das Studium an der Sporthochschule ohne Abitur. Diem als Angestellter hätte im Sport keine Wirksamkeit entfalten können, wenn ihn nicht sein Chef Theodor Lewald immer wieder unterstützt hätte. Diem hob immer wieder besonders den Kampfcharakter im Sport hervor. Verstärkt 1919 – nach dem Verbot der Wehrpflicht durch den Friedensvertrag von Versailles – propagierte er „Sport als Wehrersatz“, der dem militärischen und politischen Wiederaufstieg Deutschlands dienen sollte. Er verknüpfte seine Ansichten eng mit eigenen Weltkriegserfahrungen und favorisierte dabei den Mythos von Langemarck, über einen angeblichen heldenhaften Opfergang, bei dem damals 2000 junge und schlecht ausgebildete deutsche Soldaten fielen. Im Jahre 1932 prognostizierte er, dass aus den „Gebeinen“ der „Kämpfer von Langemarck“ „eine neue deutsche Zukunft entstehen“ werde.

### NS-Staat

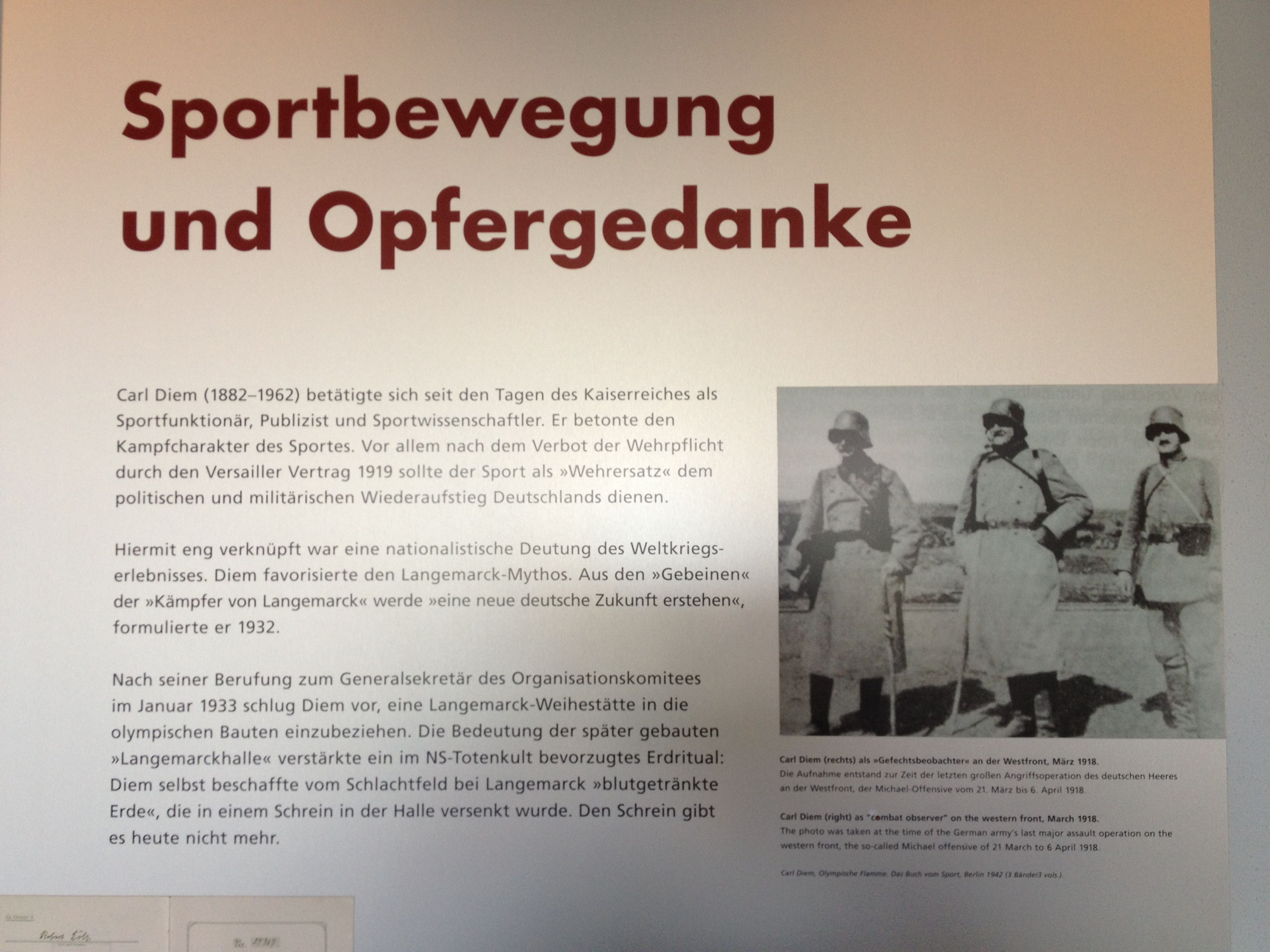
Infotafel zu Diem, Glockenturm und Gedenkstätte am Olympiastadion. (2011)

In der Zeit des Nationalsozialismus wurde Diem 1934 von den Nationalsozialisten als „politisch unzuverlässig“ eingestuft (wohl auch wegen der jüdischen Herkunft seiner Ehefrau). 1933 endete bereits seine Stellung als DRAfL-Generalsekretär. Im selben Jahr verlor er seinen Posten als Prorektor der Sporthochschule, weil er sich weigerte, in die NSDAP einzutreten.
Danach hatte Diem wichtige und prominente Funktionen inne und beteiligte sich an Propagandaaktionen. Als Generalsekretär des Organisationskomitees war er seit Januar 1933 maßgeblich an Planung und Durchführung der Olympischen Spiele 1936 in Berlin beteiligt. Nach einer Idee von Alfred Schiff initiierte er zusammen mit Theodor Lewald erstmals den olympischen Fackellauf von Griechenland zur jeweiligen Austragungsstätte – dieser Brauch ist bis heute erhalten. Er schlug auch die Einbeziehung einer Langemarck-Weihestätte bei der Planung zum Berliner Olympiagelände vor. Beim Bau inszenierte er mit einem NS-Totenkult ein Erdritual, bei dem von ihm selbst beschaffte „blutgetränkte“ Erde vom Langemarck-Schlachtfeld in einem Schrein der Langemarckhalle versenkt wurde. 
Zur Eröffnung schrieb er ein Festspiel, das von Werner Egk und Carl Orff vertont wurde. Es enthielt die Verse:
Allen Spiels heil'ger Sinn:

Vaterlandes Hochgewinn.

Vaterlandes höchst Gebot

in der Not: Opfertod!
Von 1936 bis 1945 hatte er die Leitung des Internationalen Olympischen Instituts (IOI) in Berlin inne. Seine Veröffentlichungen von 1938 bis 1945 erschienen zu etwa einem Drittel in nationalsozialistischen Publikationen. 1939 wurde er vom Reichssportführer mit der Leitung der Auslandsabteilung des NSRL betraut. Diem war häufig mit Sportberichten in der von Joseph Goebbels kontrollierten Wochenzeitung Das Reich (1940–1945) vertreten. In einem Aufsatz im Reichssportblatt vom 25. Juni 1940 rühmte er „mit atemloser Spannung und steigender Bewunderung diesen Sturmlauf, diesen Siegeslauf“ durch Frankreich, stand „staunend vor den Taten des Heeres“ und schrieb, dass „der sportliche Geist, in dem Deutschlands Jungmannschaft aufgewachsen ist“, erst den „Sturmlauf durch Polen, Norwegen, Holland, Belgien und Frankreich“, den „Siegeslauf in ein besseres Europa“ ermöglichte. Auch Sätze wie „Sport ist freiwilliges Soldatentum“ stammen von Diem. Noch am 18. März 1945 rief er Mitglieder der Hitlerjugend in einer flammenden Rede im Kuppelsaal des Berliner Olympiageländes zu einem „finalen Opfergang für den Führer“ auf: Diem zitierte in seiner Rede den Dichter Tyrtaios: Schön ist der Tod, wenn der edle Krieger für das Vaterland ficht, für das Vaterland stirbt. In den folgenden Tagen kamen in der Nähe des Reichssportfeldes und an den Pichelsdorfer Brücken beidseitig der Heerstraße hunderte Jugendliche bei dem Versuch um, sowjetische Panzerverbände mit Handfeuerwaffen und Panzerfäusten aufzuhalten.
Diem war dem NS-Staat in vielen Ämtern dienstbar und wusste seit Sommer 1943 vom Holocaust. Er hielt an seinen Ämtern fest, die sportpolitischen und allgemeinpolitischen Aufgaben dienten.

### Nach dem Zweiten Weltkrieg

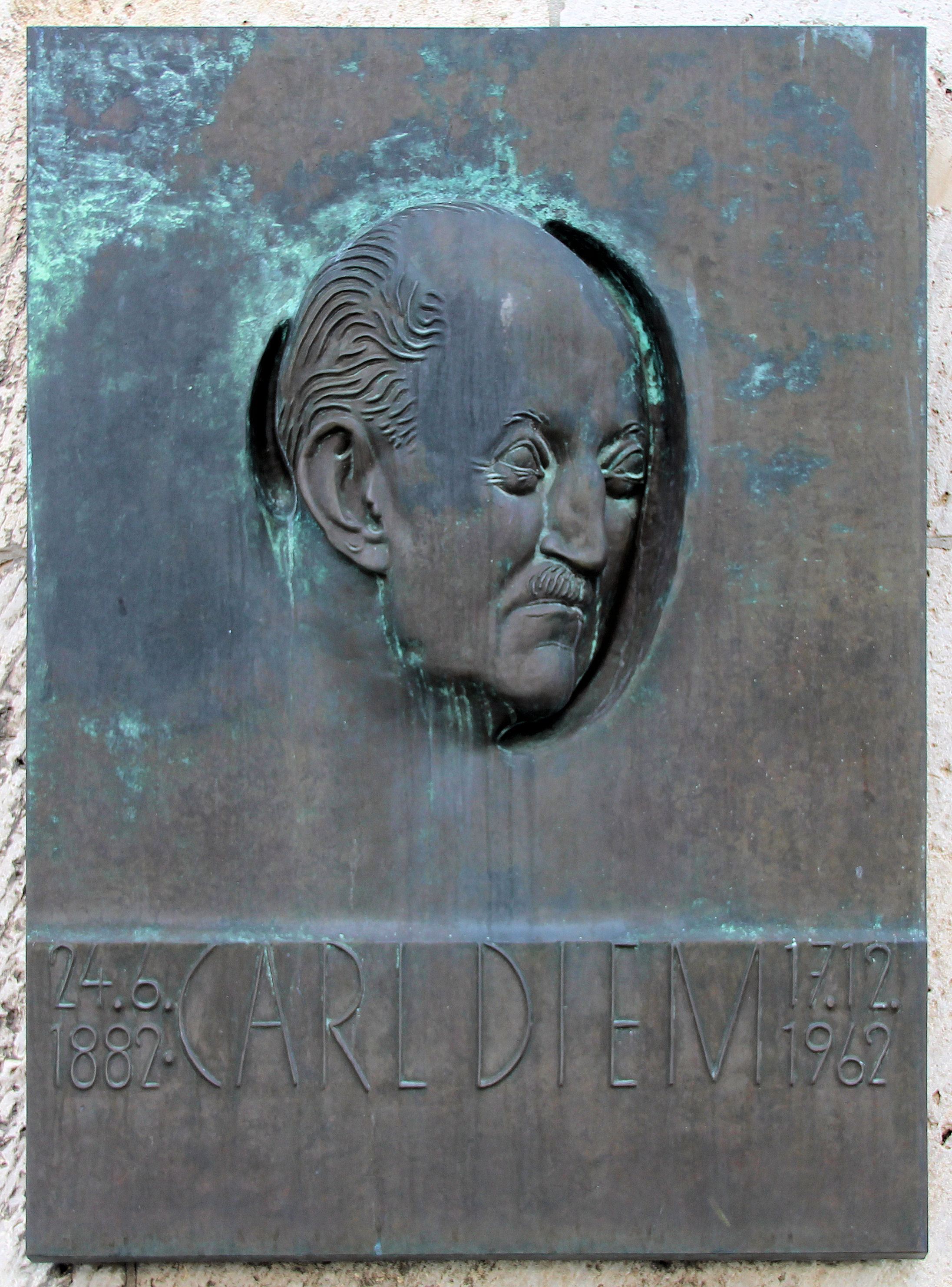
Gedenktafel von 1964 am Marathontor im Olympiastadion Berlin.

Nach Kriegsende 1945 wurde Diems mehrere Bände umfassende Schrift Olympische Flamme (Deutscher Archiv-Verlag, Berlin 1942) in der Sowjetischen Besatzungszone auf die Liste der auszusondernden Literatur gesetzt.
Am 12. April 1947 wurde Diem zum Rektor der von ihm gegründeten Deutschen Sporthochschule in Köln ernannt. Dieses Amt bekleidete er bis zu seinem Tod 1962. Von 1950 bis 1953 war er zusätzlich Sportreferent im Bundesinnenministerium. Diem bot 1947 Sepp Herberger das Amt des Fußballlehrers an, das dieser bis 1957 an der Sporthochschule ausübte. 1951 begleitete Diem als Chefredakteur die Gründung der Zeitschrift Olympisches Feuer, eines Magazins des Deutschen Olympischen Sportbundes (DOSB) und der Deutschen Olympischen Gesellschaft (DOG).
Carl Diem hinterließ 60.000 Briefe und 12.000 Seiten Tagebücher, die im Carl und Liselott Diem-Archiv an der Sporthochschule Köln zugänglich sind.
Zu den vor der Hitlerjugend formulierten Positionen hat sich Diem bis zu seinem Tod nicht mehr öffentlich geäußert.

## Privatleben
1930 heiratete Diem die Sportpädagogin Liselott Bail; aus der Ehe gingen vier Kinder (geboren 1931, 1932, 1935 und 1941) hervor.

## Ehrungen
- 1953: Großes Verdienstkreuz der Bundesrepublik Deutschland

## Andenken
In den ersten Jahren nach Diems Tod überwog die Würdigung von Diems Verdiensten um den deutschen Sport. Zahlreiche Sportanlagen (zum Beispiel in Bad Bentheim, Iserlohn und Wadersloh) und Straßen (zum Beispiel in Furtwangen, Kist und Stadtlohn) sind heute noch nach ihm benannt. Erst gegen Ende des letzten Jahrhunderts wurde im Licht zeitgeschichtlicher Forschung Diems Rolle im Nationalsozialismus zunehmend kritisch betrachtet. „Von öffentlicher Reue [Anm.: Carl Diems zu seiner Rolle im Nationalsozialismus] ist nichts bekannt, von ernsthaften Zweifeln renommierter Historiker an Diems Rolle im Nationalsozialismus ebenso wenig.“
Nach teilweise leidenschaftlichen und sehr kontrovers geführten Diskussionen wurden zuvor nach Diem benannte Straßen (zum Beispiel 1996 in Mülheim an der Ruhr, 2003 in Ingolstadt, 2004 in Kempten (Allgäu), 2007 in Aachen und Paderborn, 2009 in Pulheim, 2010 in Münster, 2013/14 in Alsdorf, 2018 in Osnabrück) und Schulen (Grundschule Ritterhude; 4. Gesamtoberschule Berlin-Spandau, heute Heinrich-Böll-Oberschule), Hallen (zum Beispiel 2001 in Berlin-Steglitz oder 2004 in seiner Geburtsstadt Würzburg) nun umbenannt. Die am vormaligen Carl-Diem-Weg in Köln gelegene Deutsche Sporthochschule unterlag im Rechtsstreit gegen die 2008 erfolgte Umbenennung der Straße in „Am Sportpark Müngersdorf“. Auch der Carl-Diem-Schild, den der Deutsche Leichtathletik-Verband seit 1962 an verdiente Funktionäre vergibt, wurde am 23. Februar 2001 in DLV-Ehrenschild umbenannt. Eine nach ihm benannte Medaille der Stadt Würzburg wird nicht mehr vergeben. Die 1952 vom Deutschen Sportbund für hervorragende deutschsprachige sportwissenschaftliche Arbeiten gestiftete und seit 1953 alle zwei Jahre verliehene Carl Diem-Plakette wurde weiterhin verliehen. Seit 2006 hat der DOSB seine Namensplakette, mit der an Diem erinnert wurde, durch den DOSB-Wissenschaftspreis ersetzt. In Ludwigsburg scheiterte am 29. Juli 2015 die Vorlage der Stadtverwaltung, die Carl-Diem-Straße umzubenennen, an der Ablehnung der CDU-Fraktion, der Fraktion der Freien Wähler und des Stadtrats der REP. Auch ein Stadtrat der FDP lehnte die Vorlage ab. Auch im unterfränkischen Alzenau scheiterten bereits mehrere Versuche, die dortige Carl-Diem-Straße umzubenennen. Zuletzt lehnte der Stadtrat 2017 die Behandlung eines entsprechenden Antrags der Fraktion von Bündnis 90/Die Grünen ab.

## Schriften
- Olympische Flamme. 3 Bände, Berlin 1936. (gilt als wichtiges Zeitdokument nationalsozialistischer Sportpropaganda)
- Olympische Jugend : Festspiel. Reichssportverlag, Berlin 1936.
- Asiatische Reiterspiele. Ein Beitrag zur Kulturgeschichte der Völker. Deutscher Archiv-Verlag, Berlin 1941
- Körpererziehung bei Goethe. Ein Quellenwerk zur Geschichte des Sportes. Kramer, Frankfurt am Main 1948.
- Lord Byron als Sportsmann. Köln 1950.
- Ein Leben für den Sport. Ratingen o. J. [1974].